# Françoise Gaillard
Pour les articles homonymes, voir Gaillard.
Françoise Gaillard, née en 1936, est une philosophe, une critique littéraire française et une traductrice. Elle est également maître de conférences honoraire à l'université Paris-VII spécialisée sur Flaubert ainsi que sur la littérature française, l’esthétisme et l'art de Fin de siècle.

## Biographie
Françoise Gaillard est diplômée en littérature américaine, et a été documentaliste et attachée de presse à la galerie Maeght Lelong en 1976. Elle est l'auteur de différentes études consacrées à la littérature française, replacée dans son contexte social, politique, et culturel. Elle est une spécialiste de l’œuvre de Gustave Flaubert et de l’art de fin du XIXe siècle. Elle est particulièrement intéressée par les idées de dogme et d'épistémologie, et par les questions et tendances artistiques.
Elle participe régulièrement à des débats et conférences sur la culture française. Elle a préparé une série de débats sur la littérature et la philosophie au Centre Georges-Pompidou, a collaboré pendant de nombreuses années aux revues La Quinzaine littéraire et Canal (une revue d'informations culturelles entre 1977 et 1992) et contribué à différents journaux dont Le Monde (supplément Le Monde des débats) ou Libération,. Elle contribue régulièrement aux séminaires organisés au Centre culturel international de Cerisy-la-Salle et siège au comité de rédaction de différentes revues : Romantisme, Études françaises, Esprit, et Les Cahiers de médiologie. Elle a été maître de conférences en littérature à l'université Paris-VII et membre de plusieurs équipes de recherche au CNRS.

## Principales publications

### Chapitres d'ouvrage
- « La bêtise conversationnelle », dans Flaubert. L'Empire de la bêtise, Éditions Cécile Defaut, 2012, p. 307-331.
- « Peut-être y a-t-il encore un avenir pour le rire », dans Zola et le rire, Éditions du Murmure, 2003, p. 171-186.
- « La peur des revenants », dans Littérature et médecine ou les pouvoirs du récit (colloque BPI en actes), BPI/Centre Pompidou, 2001.
- « Diana, madone postmoderne », dans Diana Crash, Éditions Descartes, 1998, p. 11-28.
- La Modernité en questions : de Richard Rorty à Jürgen Habermas : actes de la décade de Cerisy-la-Salle, 2-11 juillet 1993, Éditions du Cerf, 1998, 450 p.. En collaborations avec Jacques Poulain et Richard Shusterman.
- « Symbole, sens et architecture », dans Le Beau aujourd'hui, Centre Georges Pompidou, 1993, p. 109-122.
- « Allégorie d'un fantasme fin de siècle, Courbet : L'Origine du monde », dans Mimesis et Semiosis. Littérature et représentation, Éditions Nathan, 1992, p. 426-434.
- « Bouvard et Pécuchet, un conte sur la folie ordinaire (L'exemple du chapitre III) », dans Flaubert, l'autre. Pour Jean Bruneau, Presses Universitaires de Lyon, 1989, p. 152-160.
- « La révolte contre la révolution (Salammbô : un autre point de vue sur l'histoire) », dans Gustave Flaubert. Procédés narratifs et fondements épistémologiques. Études recueillies et présentées par Alfonso de Toro, Tübingen, Gunter Narr Verlag, 1987, p. 43-54.
- « Une inénarrable histoire », dans Flaubert et le comble de l'art. Nouvelles recherches sur Bouvard et Pécuchet. Actes du Colloque tenu au Collège de France les 22 et 23 mars 1980, Paris, Société des Études romantiques SEDES/CDU, 1981, p. 75-87.
- « L'en-signement du réel (ou la nécessaire écriture de la répétition) », dans La Production du sens chez Flaubert, Colloque de Cerisy-la-Salle du 21 au 28 juin 1974, 10/18, Union générale des éditions, 1975, p. 197-226.

### Articles
- « Qui a tué Madame Bovary ? », La Philosophie hors de soi « Flaubert. Éthique et esthétique »,‎ 2012, p. 67-80[3].
- « Entre mythe et savoir : le naturalisme de Zola », Scienze linguistiche e letterature straniere. Ricerche, Milan « Simbolismo e naturalismo fra lingua e testo / Atti del convegno Università Cattolica di Milano, 25-27 settembre 2003, a cura di Sergio Cicada e Marisa Verna »,‎ 2010, p. 129-137.
- « Autoportrait sur fond de paysage americain », MLN, vol. 119, no 4,‎ septembre 2004, p. 637-643.
- « Le Gai savoir zolien », Le Magazine littéraire, no 413,‎ 2002, p. 47-48.
- « D'un paradigme défunt », Textuel, no 37,‎ 2000, p. 79-84.
- « L'agent simple », Études françaises, vol. 33, no 1,‎ printemps 1997, p. 37-44 (lire en ligne).
- « Désordre social et ordre romanesque : une lecture de La Théorie de la démarche », Nineteenth-Century French Studies, vol. 21, no 3 & 4,‎ 1993, p. 277-291.
- « Enseigne‑t‑on la littérature ? (France) », Études françaises, vol. 23, nos 1-2,‎ automne-hiver 1987, p. 13-23 (lire en ligne)
- « L'imaginaire du concept: Bachelard, une épistémologie de la pureté », MLN, vol. 101, no 4,‎ septembre 1986, p. 895-911 (lire en ligne).
- « Histoire de peur », Littérature, no 64,‎ 1986, p. 13-22.
- « Totalité ou tautologie ? », Cahiers de Sémiotique Textuelle, nos 5-6 « Études sartriennes II-III »,‎ 1986, p. 279-288.
- (en) « The Great Illusion of Realism, or the Real as Representation », Poetics today, vol. 5, no 4,‎ 1984, p. 753-766.
- « Du rôle attribué à l'archaïsme dans la pensée de l'histoire (remarques sur deux contemporains de 1848 : Marx et Flaubert) », Elseneur, no 3 « L'archaïsme »,‎ 1984, p. 75-92.
- « La théorie littéraire et sa fiction, lecture d'une nouvelle de J. L. Borgès », Revue de critique et de théorie littéraire, no 1,‎ 1982, p. 161-176.
- « Le réel comme représentation [Bouvard et Pécuchet] », Études de lettres, Université de Lausanne, no 2,‎ 1982, p. 77-90.
- « Genèse et généalogie : le cas du Docteur Pascal », Romantisme, no 31,‎ 1981, p. 181-96.
- « Petite histoire du bras de fer, ou comment se fait l'histoire », Revue des sciences humaines, no 181 « Gustave Flaubert »,‎ 1981, p. 79-89. Traduction en anglais : « A Little Story about the bras de fer ; or, How History is Made », Flaubert and Postmodernism, edited by Naomi Schor and Henry F. Majewski, Lincoln and London, University of Nebraska, 1984, p. 84-99.
- « Quelques notes pour une lecture idéologique de Madame Bovary », Revue des sciences humaines, vol. 151,‎ 1973, p. 463-468.